# Louis Labeyrie
Louis Labeyrie (Gonesse, 11 de febrero de 1992) es un jugador profesional de baloncesto francés que actualmente pertenece a la plantilla del CB Gran Canaria de la liga ACB. Con 2,08 metros de estatura se desempeña en las posiciones de ala-pívot y pívot.

## Trayectoria deportiva

### Profesional
Desde 2008 hasta 2011, Labeyrie jugó para el Fos Ouest Provence Basket. En 2011, firmó con el Hyères-Toulon para la temporada 2011-12.
En julio de 2012 ficha por el con el Paris-Levallois, club en el que juega hasta el final de la temporada 2016-17.
El 26 de junio de 2014, fue seleccionado en el puesto número 57 del Draft de la NBA de 2014 por los Indiana Pacers, más tarde fue traspasado a los New York Knicks en la noche del draft. No llegó a jugar en la NBA, aunque participó varias veces en la NBA Summer League.
En julio de 2017 firma por dos años por el Strasbourg IG francés pero solo cumple un año de contrato, ya que ficha por el Valencia Basket en julio de 2018 por dos temporadas.
El 27 de julio de 2022, firma por el UNICS Kazan de la VTB United League.
El 12 de julio de 2025 ficha por el CB Gran Canaria de la liga ACB.